# Карагандинский трамвай
Карагандинский трамвай — трамвайная система, функционировавшая в Караганде с 1950 по 1997 годы. Трамвайное движение в Караганде было открыто в 1950 году по маршруту «Старый город — Новый город».

## История
Трамвайное управление (структурное подразделение Облкомхоза и Минкомхоза Каз. ССР) организовано в Караганде в 1950 году. Движение было открыто по маршруту «Новый Город — Старый Город» протяженностью 12,5 км. В 1950 году в 10 моторных и 9 прицепных вагонах было перевезено 3302 тыс. человек. В 1954 году сдана в эксплуатацию трамвайная линия «Старый Город — шахта № 33-34» протяженностью 20,5 км (21 вагон), в 1957 — «Старый город — шахта № 70». Протяженность трамвайных путей составила к этому времени 41,6 км, число трамваев — 45, количество перевозимых в течение года пассажиров — 11 100 тыс.
В начале 60-х годов введены в строй ещё две трамвайные линии: шахта 33-34 — Новый Майкудук (1961) и далее до завода отопительного оборудования (1963), пассажирооборот достиг 20 млн человек.
В конце 60-х гг. в связи с интенсивной шахтной подработкой территории состояние трамвайных путей ухудшилось, объём пассажирских перевозок снизился до 11 488 тыс. чел., а в 1972 г. — до 4 млн. В 1976 году закрыт маршрут «Новый Город — шахта № 70», в 1977 — «Новый Город — Старый Город», в 1984 — «Старый Город — шахта № 33-34». В 1982 году в Караганде введена в эксплуатацию станция технического обслуживания на 20 трамваев. В 1984 г. Трамвайное движение обеспечило перевозку 627 тыс. человек, а в 1985 — 2 млн пассажиров. Обновление и развитие этого вида транспорта учитывалось в перспективе; в частности, в XII пятилетке (1986-1990) было намечено строительство трамвайного депо в Новом Майкудуке, введение в эксплуатацию нескольких новых маршрутов.
Источник сведений периода 1950—1985 гг.: Энциклопедия «Караганда. Карагандинская область.» А-Ата, гл. ред. Казахской советской энциклопедии, 1986 г.
С 1984 года в Караганде остался один действующий трамвайный маршрут «шахта 33-34 — завод СТО», не имеющий цифрового обозначения. Вследствие малой мощности тяговой подстанции на линии не могло одновременно работать более пяти вагонов. Тем не менее маршрут был востребован жителями посёлков, расположенных в районе 33 шахты, для которых трамвай являлся единственным видом транспорта, связывающим их с Майкудуком. В 1990-е годы техническое состояние вагонов стало ухудшаться. Из-за перебоев с электроэнергией зимой 1996-97 гг. вагоны часто останавливались прямо на маршруте. Всё это привело к сокращению пассажиропотока и снижению выручки. По решению руководителя ОАО «Трамвайно-троллейбусный парк» Разина, в сентябре 1997 года трамвайное движение было закрыто.

## Депо и инфраструктура
Трамвайный парк Караганды находился в районе Большая Михайловка на улице Механическая, дом 36. Парк был рассчитан на 50 вагонов, в депо имелось три смотровые канавы и сопутствующие мастерские, также был трамвайно-железнодорожный гейт. От улицы Станционная к депо вела служебная двухпутная линия. Основываясь на данные энциклопедии, трамвайное движение между Новым и Старым городом было закрыто в 1977 году, а новый парк возле 33 шахты построен только в 1982 году. Из этого следует, что в течение этого периода выпуск вагонов первое время, очевидно, осуществлялся с территории старого парка. Затем вагоны стали ставить на отстой на кольце «Старый город», а в депо по сохранившейся однопутной линии перегонялись для проведения ремонтов. После постройки нового парка, территория старого парка была отрезана от оставшейся части сети и превратилась в отстойник для списанных вагонов. Рельсы и старые вагоны на территории сохранялись до начала 90-х годов, позже вся площадка парка была разровнена грейдером. Здание депо стояло закрытым, иногда туда приезжал служебный автобус ТТУ.
Во второй половине 90-х гг. здание было разобрано, остался только каркас из железобетонных конструкций. Останки вагонов и рельсов были сданы на металл.
Новый трамвайный парк у 33 шахты был рассчитан на 20 вагонов, депо имело две проходные канавы и одну тупиковую с подъёмником. На улице располагалась мойка открытого типа, веер насчитывал четыре пути. Парк также являлся разворотным кольцом для трамвайного маршрута. Рядом с парком находилась тяговая электроподстанция. После полного закрытия трамвайного движения, все сооружения депо сразу же начали разбираться, к 1999 году на территории парка ещё были остатки вагонов, само же здание депо было разобрано почти на две трети. В настоящее время территории обеих трамвайных парков представляют собой пустыри.
Рельсовый путь карагандинского трамвая представлял собой выделенную двухпутную линию, проходящую сбоку от проезжей части дорог, а в Майкудуке посередине проезжей части. В период наибольшего развития сети (1963—1976 гг.) насчитывалось пять разворотных колец, и два трехсторонних разъезда. Практически это была одна протяженная линия от завода СТО в Новом Майкудуке до стадиона «Шахтер» в Новом городе с промежуточными разворотными кольцами возле шахты 33-34 и в Старом городе и двумя ответвлениями к парку и к шахте № 70. После закрытия маршрута к шахте № 70 (1976) рельсы и контактная сеть сразу были полностью демонтированы. После закрытия пассажирского движения между Старым и Новым городом (1977) рельсы были сняты от Саранского шоссе до стадиона, а линию от трамвайного парка до Старого города сделали однопутной. Когда открылся новый парк (1982), то сняли контактную сеть, а рельсы лежали практически до конца 80-х годов, в том числе и на закрытом участке от Старого города до 33 шахты. В 1997 году после окончательного закрытия контактная сеть была украдена буквально за пару дней, а рельсы в Майкудуке демонтировали полностью уже к 2000 году.

## Подвижной состав
Изначально эксплуатировались вагоны КТМ 1/КТП 1. В 1982 году поступили 5 вагонов КТМ 5. После закрытия трамвайного парка на Механической часть старых вагонов перегнали в новый парк и они эксплуатировались на линии до 1984 года, когда был заркрыт маршрут в Старый город и поступило ещё 7 вагонов КТМ 5, которые и работали на остатке сети. Некоторые старые вагоны переделали в служебные. Кроме пассажирских вагонов в парке имелось также несколько снегоочистителей.